# Jean de Cambefort
Pour les articles homonymes, voir Cambefort.
Répertoire
musique de ballet, airs
Jean de Cambefort, né vers 1605 et mort le 4 mai 1661, est un compositeur et chanteur français actif à Paris à la cour de France.

## Biographie
Son père était Antoine de Cambefort, bourgeois de Montricoux (près de Montauban) en Quercy, déjà mort en août 1651, et sa mère Adrienne de La Vogue.
Il est identifié dès 1635 comme chanteur attaché à la chapelle privée du cardinal de Richelieu. Il dit dans la préface de ses Airs de 1655 que c’est au roi qu’il doit cette position. Ce point est fort intéressant : le fait que Cambefort soit d'origine provinciale et que le roi puisse le recommander dès avant 1635 laisse supposer qu'il avait été recruté sur place quand il était enfant pour chanter à la Chambre du roi, et que le roi ait eu assez d'affection pour lui pour penser à son avenir.
En 1643, Cambefort avait aussi le titre de prieur du prieuré de Saint-Julien-Chapteuil, au diocèse du Puy-en-Velay. Il résigne cette dignité ecclésiastique en faveur de Jehan d’Atignac dans un acte du 29 décembre 1643, moyennant une rente annuelle et viagère de 133 lt.
La mort de Richelieu en octobre 1642 fait que Louis XIII le fait s’attacher au cardinal Jules Mazarin, fin amateur de musique ; Cambefort va emménager en son palais de la rue des Petits-Champs. Il restera longtemps attaché à Mazarin et lui dédiera en 1655 son second livre d’airs. Son service pour Mazarin ne l’empêche pas de fréquenter la cour puisque le roi l’apprécie beaucoup ; il faisait partie des chanteurs familiers que le roi réunissait autour de lui pour se distraire de sa maladie.
Le 17 novembre 1643, peu après la mort de Louis XIII, Cambefort achète à François de Chancy la moitié de la charge de maître des enfants de la Chambre du roi, moyennant 9000 lt et à condition que les gages soient perçus par moitié. Une convention entre les deux maîtres signée le même jour prévoyait qu’un cas du décès d’un des deux le survivant reprendrait l’autre moitié de la charge. Il assume seul cette charge à la mort de Chancy en 1656, aux gages annuels de 720 lt. Il frotte alors son ambition à celle de Jean-Baptiste Boësset, qui est quant à lui protégé par Jean-Baptiste Colbert.
Le 11 mai 1648, Cambefort achète à François Richard pour 2700 lt la survivance de sa charge de compositeur de la musique de la Chambre du roi, aux gages annuels de 600 lt. La mort de Richard fait qu’il peut en jouir dès 1650. Sans doute faut-il voir dans son accession à ces deux charges prestigieuses la main puissante de son protecteur Mazarin.
Le 21 et 22 juillet 1651, Cambefort achète à Paul Auget et à Jean-Baptiste de Boësset la survivance de la charge de surintendant de la musique du roi.
Il chante en 1654 divers rôles dans Le nozze di Peleo e di Theti de Carlo Caproli. Ses talents de chanteur sont indubitables et il passe pour avoir cultivé un style dramatique qui ne devait rien à la technique du chant italien.
Le roi l’envoie en Languedoc et Guyenne en 1655 pour recruter de nouveaux membres pour la musique de sa Chambre parmi les enfants de chœur qui chantaient dans les maîtrises locales. De ce périple il ramène au moins le jeune Baptiste Perroni, comme en témoigne une lettre de remerciement du roi à l’évêque de Bazas.
En 1659, le mariage de Louis XIV et de Marie-Thérèse d'Autriche (1638-1683) donne à Cambefort l’idée de postuler pour la charge de maître de la Chapelle de la reine ; il sollicite Mazarin pour son soutien mais n'obtient pas cette charge, que Colbert donne à Sébastien Le Camus et Jean-Baptiste Boësset. Cambefort écrit à Mazarin le 19 avril 1660 pour s’en plaindre, estimant qu’il avait plus de titre que les deux récipiendaires à recevoir cette charge (ce qui montre à tout le moins la bonne opinion qu’il avait de lui-même).
À la mort de Paul Auget, Cambefort obtient la charge de surintendant de la musique du roi, en alternance par quartier avec Jean-Baptiste Boësset, aux gages annuels de 600 lt. Il achète encore le 8 octobre 1660 à Jean-Baptiste Boësset, pour 6000 lt la charge de maître de la musique de la Chambre.
Vite supplanté par Lully dans les faveurs du roi pour tout ce qui concerne la musique dramatique, Cambefort semble s’être tourné vers la musique sacrée, mais celle qu’il a pu composer n’est pas conservée. Jean Loret relate dans sa gazette du 23 avril 1661 son admiration pour la musique religieuse qu’il entend lors d’un concert dirigé par lui au couvent des Feuillants de Paris. Mais Cambefort meurt prématurément le 5 mai suivant, et est enterré à Saint-Eustache.

## Famille
Le 7 août 1651, Cambefort épouse Marie Auget, fille de l'orfèvre du roi Pierre Auget et nièce de Paul Auget, surintendant de la musique de la Chambre. Celle-ci lui donne plusieurs enfants : Antoine-Paul baptisé le 8 juillet 1652, Marie baptisée le 26 octobre 1653, Claude baptisé(e) le 6 juillet 1656, Françoise Catherine (le 22 mai 1657), Adrienne (le 7 juin 1658 et morte en bas âge), Marie-Jérôme (4 juin 1659) et Madeleine-Paule (le 3 février 1661), né peu avant la mort de son père.
Après la mort de son mari, Marie Auget semble ne pas s’être remariée et l’on ignore le nom du tuteur de ses enfants. Elle apparaît encore le 23 septembre 1666 comme témoin du mariage de Jean Watelle et de Justine Quitard, le 14 novembre 1677 à celui de Jean de La Senerye et le 13 novembre 1678 à celui de Geneviève Andrée Auget.
Il demeure en 1643 rue des Petits-Champs, dans le Palais Mazarin, en 1651 rue du Coq et en 1658 rue des Petits-Champs vis-à-vis le Palais Mazarin. En 1658 il loue à Jacques Pinson une maison à Boulogne-sur-Seine, pour 100 lt par an. En 1661 il réside rue des Prouvaires.

## Œuvres

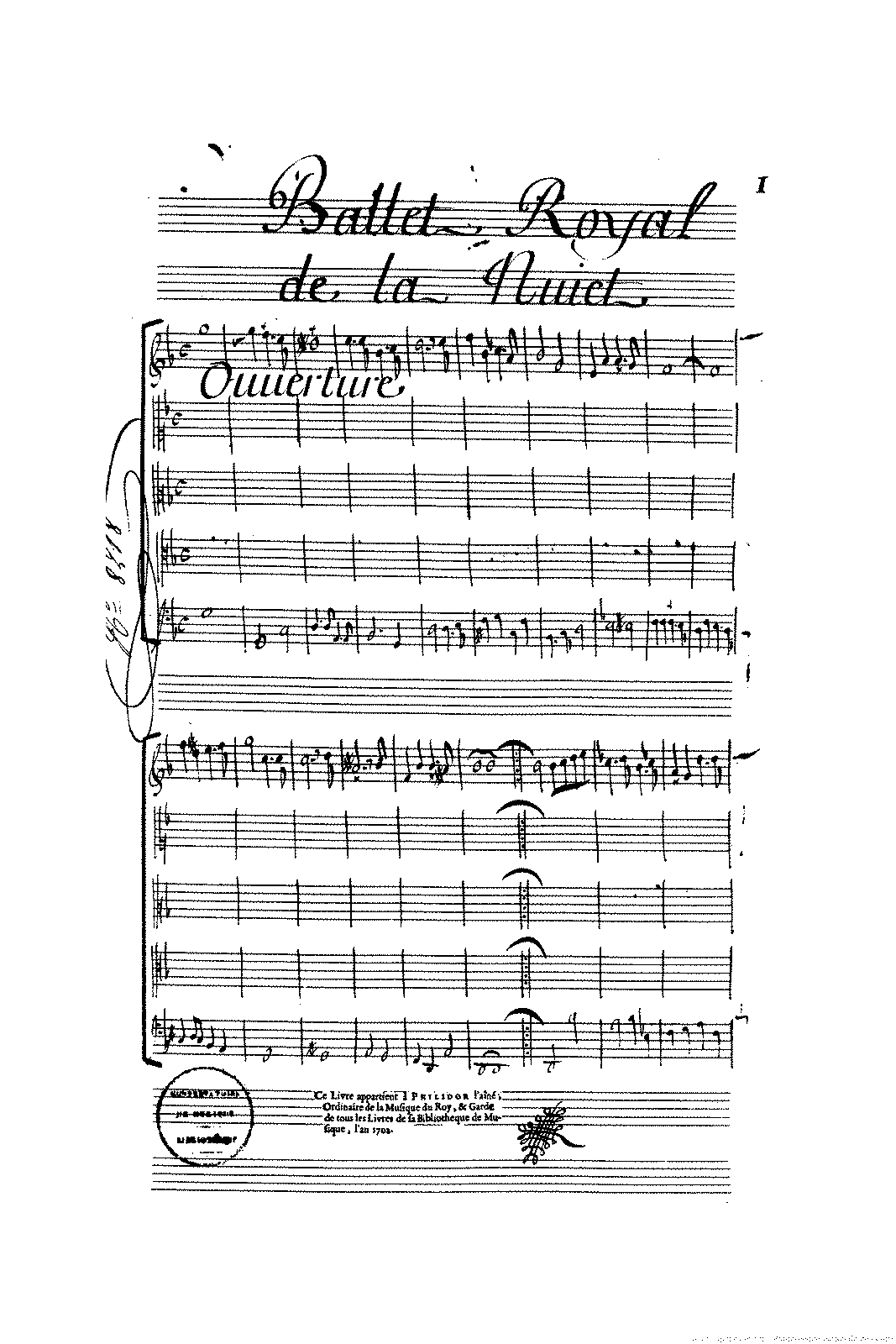
Page de titre du Ballet royal de la nuit dans le recueil Philidor

En 1653, Cambefort collabore au Ballet royal de la Nuit, pour cinq récits et un dialogue. Organisé par Louis Hesselin, joué à sept reprises entre le 23 février et le 16 mars 1653, en la salle du Petit-Bourbon. Écrite sur les vers d’Isaac de Benserade, l’œuvre totalise 45 entrées divisées en quatre parties. Les décors et les machines étaient dus à Jacopo Torelli, les danses à Louis de Mollier, Michel Mazuel et Vertpré. La copie du ballet présente dans la Collection Philidor (faite en 1690) laisse supposer que Jean-Baptiste Lully et Jean-Baptiste Boësset ont également composé quelques pièces, peut-être aussi Michel Lambert. Ce ballet est un des plus importants de l’époque.
L’année suivante, Cambefort collabore au Ballet du Temps, inventé par Hesselin, et donné les 30 novembre et 3 décembre 1654 en la salle des Gardes du Louvre, sur des vers d’Isaac de Benserade. Il n’y contribue que pour une pièce (le Récit du Temps et des saisons), qui peut lui être attribué d’après sa présence dans son 2e recueil d’airs et par la copie du ballet dans la Collection Philidor, tome IV.
Les airs de ballet de Cambefort sont considérés comme assez pauvres du point de vue de l’harmonie, mais remarquables pour leur qualité dramatique et la manière très fine avec laquelle le musicien compose avec les règles de la prosodie. De ce point de vue, il peut être considéré comme à la fois comme un des derniers compositeurs d’air de cour et comme un prédécesseur de Lully. André Danican Philidor ne s’y est pas trompé, qui dans la préface de  son volume des Vieux ballets écrivait qu’il avait un des premiers « aperçu de loin ces lumières de bon goust qui  n’ont esté découvertes entièrement que par M. de Lulli ».

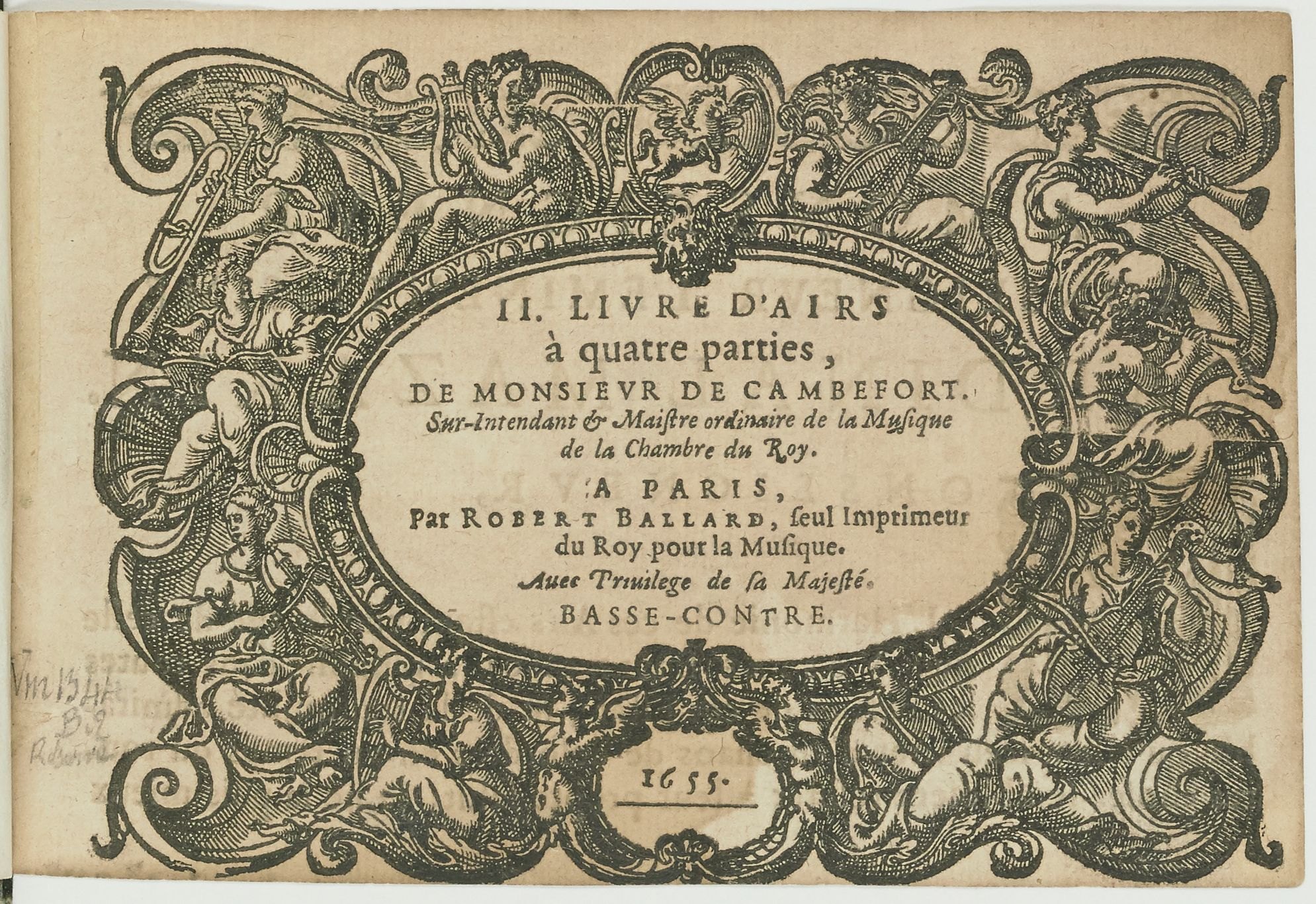
Page de titre du Second livre d'airs de Jean de Cambefort (Paris, 1655).

- Airs de cours à quatre parties [Ier livre]. - Paris : Robert III Ballard, 1651. 4 vol. 8° obl. RISM C 282, Guillo 2003 n° 1651-D.

Dédicace à Louis XIV. Contient 27 airs à 2, 3 ou 4 voix, dont 1 avec basse continue. Édition recueillie par Christophe Ballard vers 1697 : Guillo 2003 c. 1697-B.
- IIe livre d'airs à 4 parties. - Paris : Robert III Ballard, 1655. 5 vol. 8° obl. RISM C 283, Guillo 2003 n° 1655-I.

Dédicace au cardinal Jules Mazarin et épigramme de François Colletet.
Les pièces 1 à 6 sont extraites du Ballet royal de la Nuit, la pièce 8 (Récit du Temps et des quatre saisons) du Ballet du Temps (1654).
- Quatorze des airs précédents et quatre autres sont copiés en forme réduite à deux voix dans un épais recueil ayant appartenu aux collections de Jules Écorcheville et de Henry Prunières, copié vers 1645-1680[24].
- Quatre airs provenant du recueil de 1651 figurent dans divers manuscrits du Corpus Horicke.
- Deux airs des recueils de 1651 et 1655 sont également contrefaits avec des paroles spirituelles dans le 1er et le 2d Livre d'airs de dévotion à 2 parties ou conversion de quelques-uns des plus beaux de ce temps en airs spirituels, de François Berthod (Paris : Robert III Ballard, 1656 et 1658) : Guillo 2003 n° 1656-A et 1658-B).

- Voir le fac-similé et la transcription d'un de ces airs dans la base Philidor du CMBV.

Enfin, signe d’une certaine notoriété, son air Lorsque d’un désir curieux est repris par Charles d'Helfer dans sa messe éponyme en 1658 (Guillo 2003 n° 1658-K), messe hélas perdue.

## Discographie
- Le Concert royal de la Nuit. Ensemble Correspondances, dir. Sébastien Daucé. 2 CD Harmonia Mundi, 2015.